# Индон
Индон — участок (населённый пункт) в Черемховском районе Иркутской области России. Входит в состав Саянского муниципального образования. Находится примерно в 69 км к юго-западу от районного центра.

## Население
| 2002 | 2010 | 2011 | 2012 |
| ---- | ---- | ---- | ---- |
| 80   | ↘48  | →48  | ↘44  |